# Thore Michelsen
Thore Michelsen (ur. 10 maja 1888 w Stavanger, zm. 17 maja 1980 w Trondheim) – norweski wioślarz. Brązowy medalista olimpijski. 
Michelsen uczestniczył w igrzyskach olimpijskich w Antwerpii (1920) w jednej konkurencji wioślarstwa: ósemka mężczyzn (3. miejsce; wraz z Conradem Olsenem, Adolfem Nilsenem, Håkonem Ellingsenem, Theodorem Nagem, Arnem Mortensenem, Karlem Nagem, Tollefem Tollefsenem i Thoralfem Hagenem).